# Türkische Bibliothek (Mayer & Müller, Berlin)
Die Türkische Bibliothek ist ein orientalistische Buchreihe von kommentierten Übertragungen türkischer Literatur, die in Leipzig im Verlag Mayer & Müller erschien. Insgesamt erschienen 26 Bände. Der erste Band der Reihe wurde 1904 veröffentlicht, der letzte 1929.
Herausgeber der Reihe war Georg Jacob, Mitherausgeber war später auch Rudolf Tschudi, Professor der Orientalistik in Basel. Weitere namhafte Fachgelehrte haben an ihr mitgewirkt.
Einige Werke, z. B. das Istambolda bir sene (Ein Jahr in Konstantinopel) von Mehmed Tewfik (1843–1893), verteilen sich auf mehrere Bände.

## Übersicht
- Georg Jacob: Vorträge türkischer Meddâh's (mimischer Erzählungskünstler) : mit 1 Schrifttafel / zum ersten Male ins Deutsche übertragen und mit Textprobe und Einleitungen herausgegeben von Dr. Georg Jacob (1904) (Online bei Internet Archive)
- Çaylak Tevfik: Ein Jahr in Konstantinopel. Erster Monat: Tandyr baschy (der Wärmekasten). Nach dem Stambuler Druck von 1299 h. zum ersten Mal ins Deutsche übertragen und durch Fussnoten erläutert von Theodor Menzel (1905) (Online)
- Çaylak Tevfik: Ein Jahr in Konstantinopel. Vierter Monat: Die Ramazan-Nächte. Nach dem Stambuler Druck von 1299 h. zum ersten Mal ins Deutsche übertragen und durch Fussnoten erläutert von Theodor Menzel (1905) (Online)
- Çaylak Tevfik: Ein Jahr in Konstantinopel. Zweiter Monat: Helva-sohbeti (die Helva-Abendgesellschaft). Nach dem Stambuler Druck von 1299 h. zum ersten Mal ins Deutsche übertragen und durch Fussnoten erläutert von Theodor Menzel (1906) (Online)
- Georg Jacob: Xoros kardasch (Bruder Hahn) : ein orientalisches Märchen- und Novellenbuch / aus dem Türkischen zum ersten Mal ins Deutsche übertragen von Dr. Georg Jacob (1906) (Online)
- Çaylak Tevfik: Ein Jahr in Konstantinopel. Dritter Monat: Kjatxane (die süssen Wasser von Europa). Nach dem Stambuler Druck von 1299 h. zum ersten Mal ins Deutsche übertragen und durch Fussnoten erläutert von Theodor Menzel (1906) (Online)
- Ahmed Hikmet: Türkische Frauen. Nach dem Stambuler Druck Xaristan u-gülistan von 1317 h zum ersten Male ins Deutsche übertragen und mit Fussnoten und einer Einleitung versehen von Dr. Friedrich Schrader (1907) (Online)
- Friedrich Giese: Der übereifrige Xodscha Nedim : eine Meddâh-Burleske / Türkisch und deutsch mit Erläuterungen zum ersten Male herausgegeben von Dr. Friedrich Giese (1907) (Online)
- Georg Jacob: Beiträge zur Kenntnis des Derwisch-Ordens der Bektaschis. Mit e. Anh. von Christiaan Snouck Hurgronje (1908) (Online)
- Çaylak Tevfik: Ein Jahr in Konstantinopel. Fünfter Monat: Die Schenke oder die Gewohnheitstrinker von Konstantinopel. Nach dem Stambuler Druck von 1300 h. zum ersten Mal ins Deutsche übertragen und durch Fussnoten erläutert von Theodor Menzel (1909) (Online)
- Arnold Nöldeke: Das Heiligtum al-Husains zu Kerbela : mit einem Anhang von Grafen Eberhard von Mülinen und 8 Tafeln (1909)
- Rudolf Tschudi: Das Asafnâme des Lutfî Pascha : nach den Handschriften zu Wien, Dresden und Konstantinopel (1910) (Online)
- Mehmed Tevfiq: Das Abenteuer Buadem's : mit 1 Tafel. Aus Mehmed Tevfîq's Anekdoten-Sammlung „Buadem“ nach dem Stambuler Druck von 1302 h zum ersten Male ins Deutsche übertragen und durch Fussnoten erläutert von Dr. Theodor Menzel (1911) (Online)
- Rudolf Frank: Scheich ʿAdî, der grosse Heilige der Jezîdîs (1911) (Online)
- Ahmed Midhat: O weh ! / Türkisches Drama von Ahmed Midhat. Zum ersten Mal ins Deutsche übertragen von Doris Reeck (1913)
- Hermann Thorning: Beiträge zur Kenntnis des islamischen Vereinswesens auf Grund von Basṭ Madad et-Taufîq (1913)
- Rudolf Tschudi: Das Vilâjet-nâme des Hâdschim Sultan: eine türkische Heiligenlegende / zum ersten Male herausgegeben und ins Deutsche übertragen von Dr. Rudolf Tschudi (1914) (Online)
- Al-Kuschairîs Darstellung des Sûfîtums. Mit Übersetzungs-Beilage und Indices von Richard Hartmann (1914) (Online)
- Otto Müller-Kolshorn: Azmi Efendis Gesandtschaftsreise an den preussischen Hof : ein Beitrag zur Geschichte der diplomatischen Beziehungen Preussens zur Hohen Pforte unter Friedrich Wilhelm II. (1918) (Online)
- Paul Klappstein: Vier turkestanische Heilige, ein Beitrag zum Verständnis der islamischen Mystik (1919)
- Ludwig Forrer: Die Osmanische Chronik des Rustem Pasha.(1923)
- Franz Gustav Taeschner: Das anatolische Wegenetz nach romanischen Quellen (1924–1926)
- Jakob Hallauer: Die Vita des Ibrahim b. Edhem in der Tedhkiret el-Ewlija des Ferid ed-din Attar : eine islamische Heiligenlegende (1925)
- Erich Groß: Das Vilâjet-nâme des Hâǧǧî Bektasch: ein türkisches Derwischevangelium (1927)
- Hans-August Fischer: Schah Ismajil und Gülüzar: ein Türkischer Volks-Roman (1929)